# Aurora (okręt)
„Aurora” – nazwa noszona na przestrzeni dziejów przez szereg okrętów różnych państw:
- „Aurora” – włoski bryg z lat 20. XIX wieku[1]
- SMS „Aurora”(inne języki) – austro-węgierskie awizo typu Aurora(inne języki) z lat 70. XIX wieku, od 1920 roku jugosłowiański „Skradin”[2]
- „Aurora” – rosyjski krążownik pancernopokładowy typu Diana z początku XX wieku[3]
- „Aurora” – rumuński stawiacz min z okresu międzywojennego i II wojny światowej, ex austro-węgierski SMS „Basilisk”[4]
- „Aurora”(inne języki) – włoski jacht z okresu międzywojennego, ex „Marechiaro”, ex austro-węgierski SMS „Taurus”[5]